# Каковский, Антон Фомич
Анто́н Фоми́ч Како́вский (26 января 1871, село Пришивальня, Васильковский уезд, Киевская губерния, Российская империя — 3 марта 1953, Киев, УССР, СССР) — украинский и советский врач, учёный, педагог, первым предложивший количественный анализ мочи, позже названный проба Каковского — Аддиса.

## Биография
Родился 26 января 1871 года в с. Пришивальня Васильковского уезда Киевской губернии в семье потомственного священника Фомы Феодоровича Каковского (1835—1906) и Марии Константиновны (в девичестве Троцкая; 1842—после 1916). В многодетной семье воспитывался с братьями Владимиром (р. 1862), Александром (р. 1866), Николаем (р. 1868), сёстрами Марией (р. 1875; по мужу Шпаковская) и Людмилой (р. 1879; по мужу Орловская).
Окончил Киевскую Духовную семинарию в 1892 году.
С 1892 по 1894 обучался в Томском Императорском университете.
Далее продолжил учёбу на медицинском факультете Киевского Императорского университета Св. Владимира, после окончания которого в 1898 году получил диплом лекаря.
С 1899 года состоял сверхштатным врачом при Александровской больнице и сверхштатным врачом при Управлении Киевского Почтово-телеграфного округа, врачом-ординатором терапевтического отделения Киево-Кирилловской больницы, имел частную практику по детским и внутренним болезням.
Готовился к защите диссертации в лаборатории профессора Рудольфа Коберта при фармакологическом университете Ростока (Германия).
В 1904 году защитил диссертацию на соискание степени доктора медицины в Дерптском университете.
Работал в Киевском Императорском университете святого Владимира под руководством профессора Ф. Г. Яновского.
Получил должность приват-доцента медицинского факультета Киевского Императорского университета святого Владимира.
В период с 1916 по 1925 год преподавал в Харьковском государственном медицинском институте. В Российской империи имел гражданский чин надворного советника.
После Великой Отечественной войны работал в Киеве врачом-гомеопатом.
Умер в Киеве 3 марта 1953 года, похоронен на Байковом кладбище.

## Научная деятельность
Диссертация на степень доктора медицины «О влиянии различных веществ на вырезанное сердце теплокровных и холоднокровных животных» (Дерптский университет, 1904).
Будучи представителем нефрологического направления терапевтической школы Ф. Г. Яновского, активно разрабатывал методы лечения нефритов, в частности используя диетотерапию:
- «Пряности при нефритах» («Новое в медицине» № 11, стр. 14-16);
- «О влиянии употребления в пищу грибов на течение нефритов» («Русский врач», 1912, № 42, 1743)

С целью эффективности этих методов лечения совершенствовал метод количественного определения эритроцитов и лейкоцитов в моче, в первоначальном варианте его метод предусматривал сбор мочи в течение 8 часов после сна.

Впервые способ сбора мочи и подсчёта эритроцитов и лейкоцитов был опубликован Каковским в 1910 году («Русский врач», 1910, 14, 1444 и немецком «Deutsche Medizinische Wochenschrift»1910, 51)..

## Педагогическая деятельность
Читал курс «Терапевтической техники». Излагал методы ухода за больными, вопросы взаимоотношений между врачами, основы физиотерапии и т. д. Кроме того, учил подопечных способам приобретения богатой практики. В неопубликованной для широкого читателя книге Гелия Аронова «Мифы и легенды киевской медицины» о Каковском написано следующее:
… «Он весьма обстоятельно объяснял, как нужно себя вести с богатым пациентом, чтобы тот не только стал пациентом постоянным, но и способствовал приходу к врачу не менее состоятельных знакомых. А. Ф. Каковский, в частности, предупреждал, что богатого больного не следует лечить дешевыми и простыми средствами, ибо это не производит впечатления на пациента. В связи с этим излагались способы сделать лекарство дорогим, естественно, за счет введения отнюдь не вредных компонентов»…

## Семья
Жена — Антонина Николаевна (в девичестве Пономаренко, 1886—1966) — дочь сына купца из г. Николаева, выпускница Николаевской Мариинской гимназии (1903).
Сыновья:
- Игорь (1910—1992) — советский ученый и педагог, профессор, доктор технических наук, специалист по обогащению руд., заведующий кафедрой благородных металлов Уральского политехнического института (Екатеринбург).
- Николай (28.12.1914—1989) — участник Великой Отечественной войны, кавалер ордена Отечественной войны II степени.

## Брат
Двоюродный брат — Иван Павлович Каковский (1859—1881) — русский революционер, народник, один из руководителей Рабочей организации партии «Народная воля».